# 1993-as US Open (tenisz)
Az 1993-as US Open az év negyedik Grand Slam-tornája, a US Open 113. kiadása volt. New Yorkban rendezték meg augusztus 30. és szeptember 12. között.
A győzelmet a férfiak között az amerikai Pete Sampras, a nők között a német Steffi Graf szerezte meg.

## Döntők

### Férfi egyes
Pete Sampras -   Cédric Pioline, 6-4, 6-4, 6-3

### Női egyes
Steffi Graf -  Helena Suková, 6-3, 6-3

### Férfi páros
Ken Flach /  Rick Leach -  Karel Nováček /  Martin Damm, 6-7 6-4 6-2

### Női páros
Arantxa Sánchez Vicario /  Helena Suková -  Amanda Coetzer /  Ines Gorrochategui, 6-4, 6-2

### Vegyes páros
Helena Suková /  Todd Woodbridge -  Martina Navratilova /  Mark Woodforde, 6-3 7-6

## Juniorok

### Fiú egyéni
Marcelo Ríos –  Steven Downs 7–6, 6–3

### Lány egyéni
Maria Francesca Bentivoglio –  Yuka Yoshida 7–6, 6–4

### Fiú páros
Neville Godwin /  Gareth Williams –  Ben Ellwood /  James Sekulov 6–3, 6–3

### Lány páros
Nicole London /  Julie Steven –  Hiroko Mochizuki /  Yuka Yoshida 6–3, 6–4